# جيمي هاربر
جيمي هاربر (بالإنجليزية: Jamie Harper)‏ هو لاعب كرة قدم أمريكية أمريكي، ولد في 11 سبتمبر 1989 في جاكسونفيل في الولايات المتحدة.

## وصلات خارجية
- جيمي هاربر على موقع إي إس بي إن.كوم (أن.أف.أل)3
- جيمي هاربر على موقع مرجع كرة القدم المحترفة.كوم (الإنجليزية)